# Linköpings stadshus
Linköpings stadshus är en byggnad i centrala Linköping, som inrymmer Linköpings kommuns centrala förvaltning. Huset är beläget vid Domkyrkoparken, söder om Linköpings domkyrka och omedelbart väster om det hus som 1701–1804 var stadens läroverk. 

## Historik

### Byggnation och funktion som skolbyggnad
Byggnaden ritades som skolbyggnad av arkitekten Johan Fredrik Åbom i nygotisk stil och var läroverk för gossar under åren 1864–1915.1915 invigdes nuvarande Katedralskolan i Vasastaden och läroverket i byggnaden från 1864 upphörde. 

### Stadshus
1921 hölls det första stadsfullmäktige i stadshuset. Stadshuset används ännu som lokaler för styrande politiker i Linköping. I stadshuset sammanträder kommunfullmäktige och i byggnaden finns även kontor för kommunens styrande politiker.

## Bildgalleri

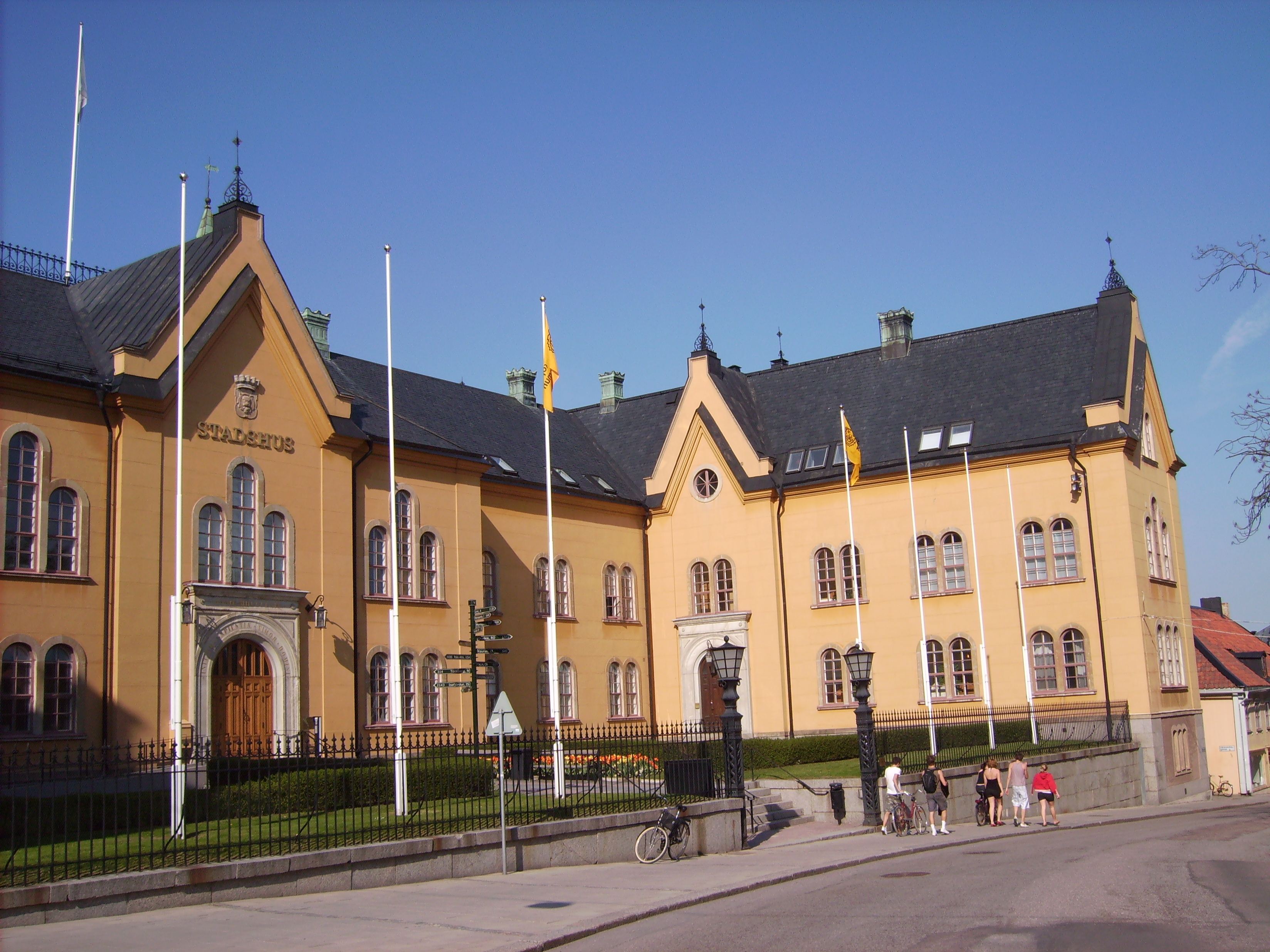
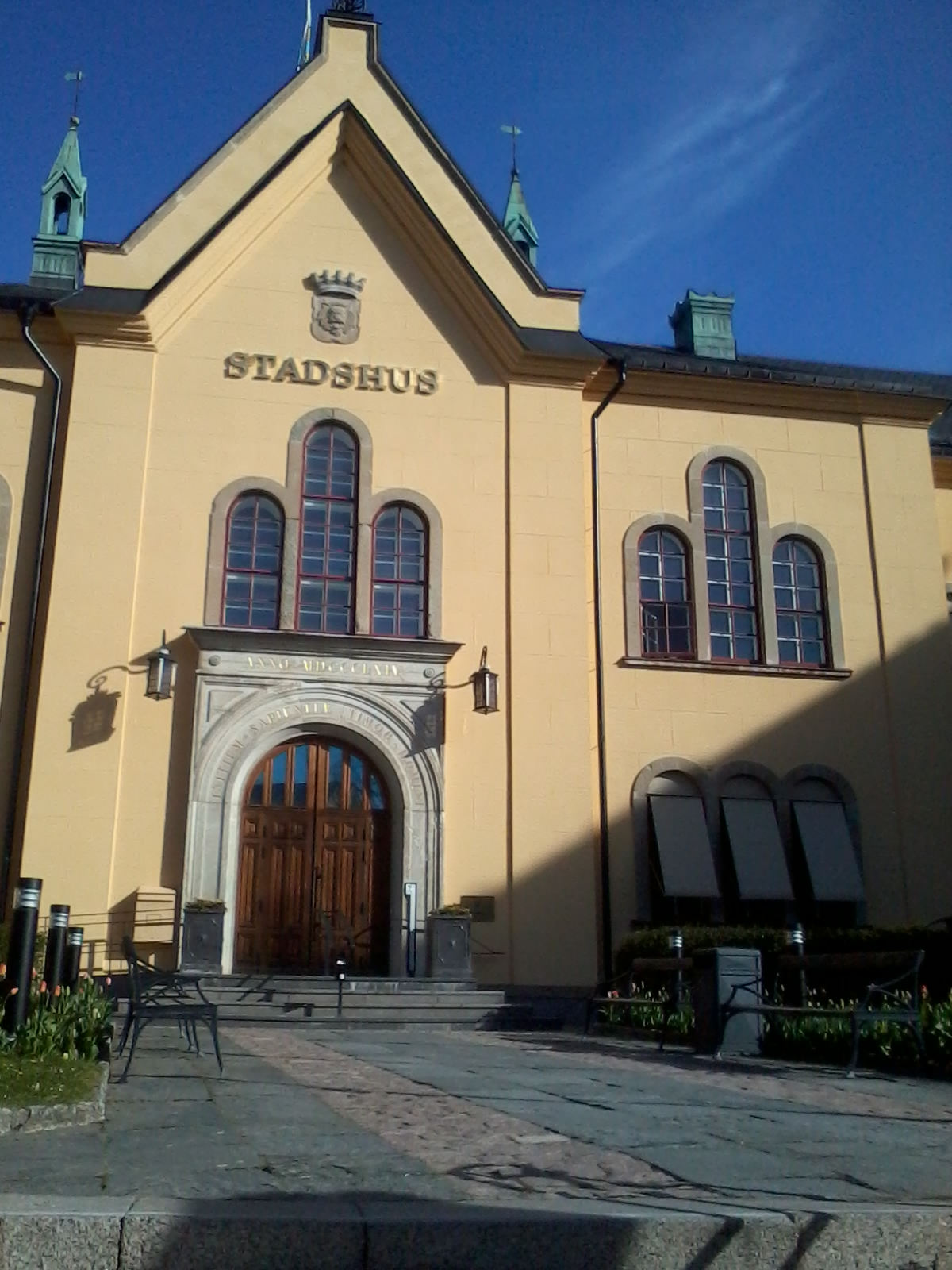
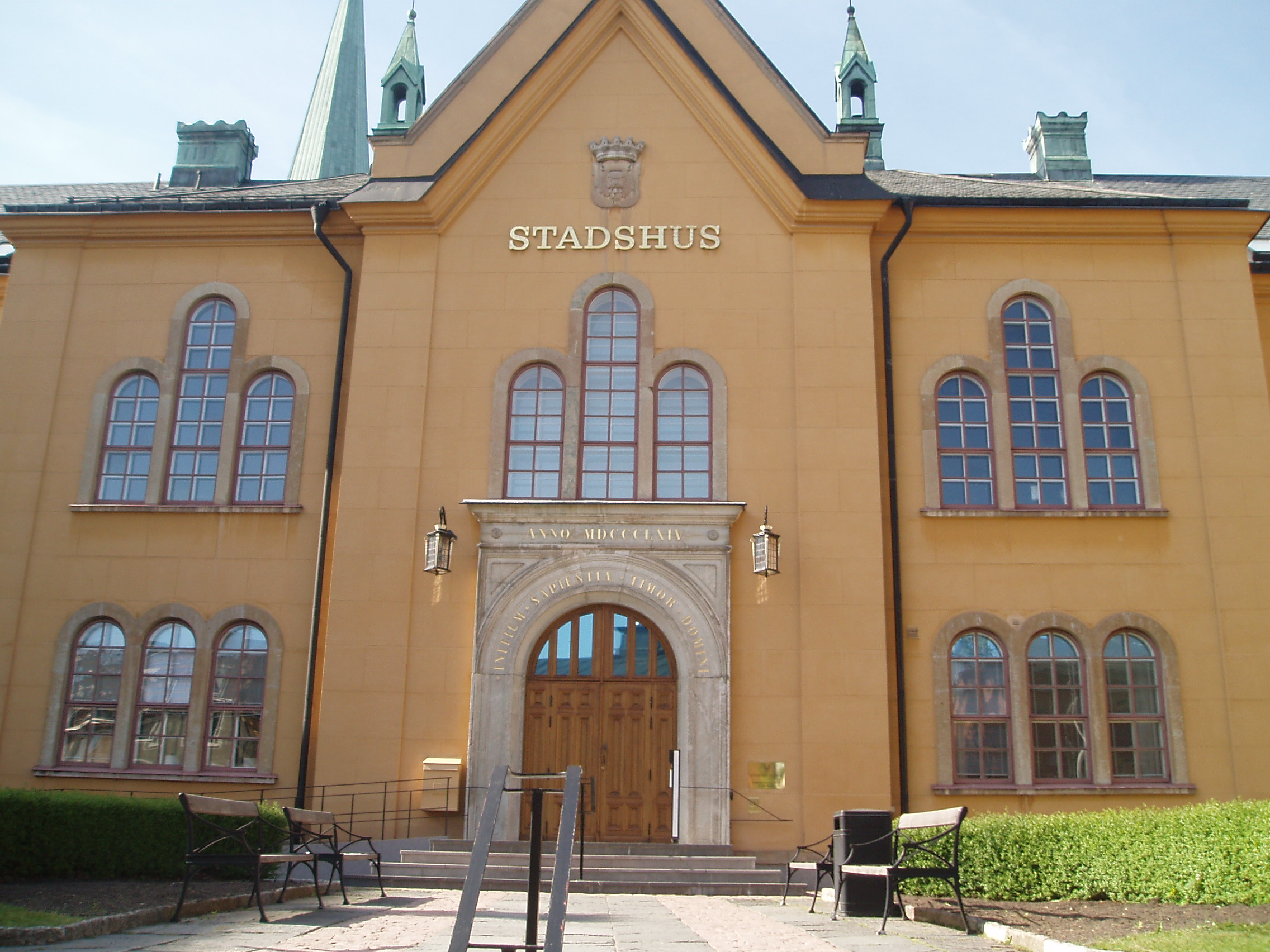
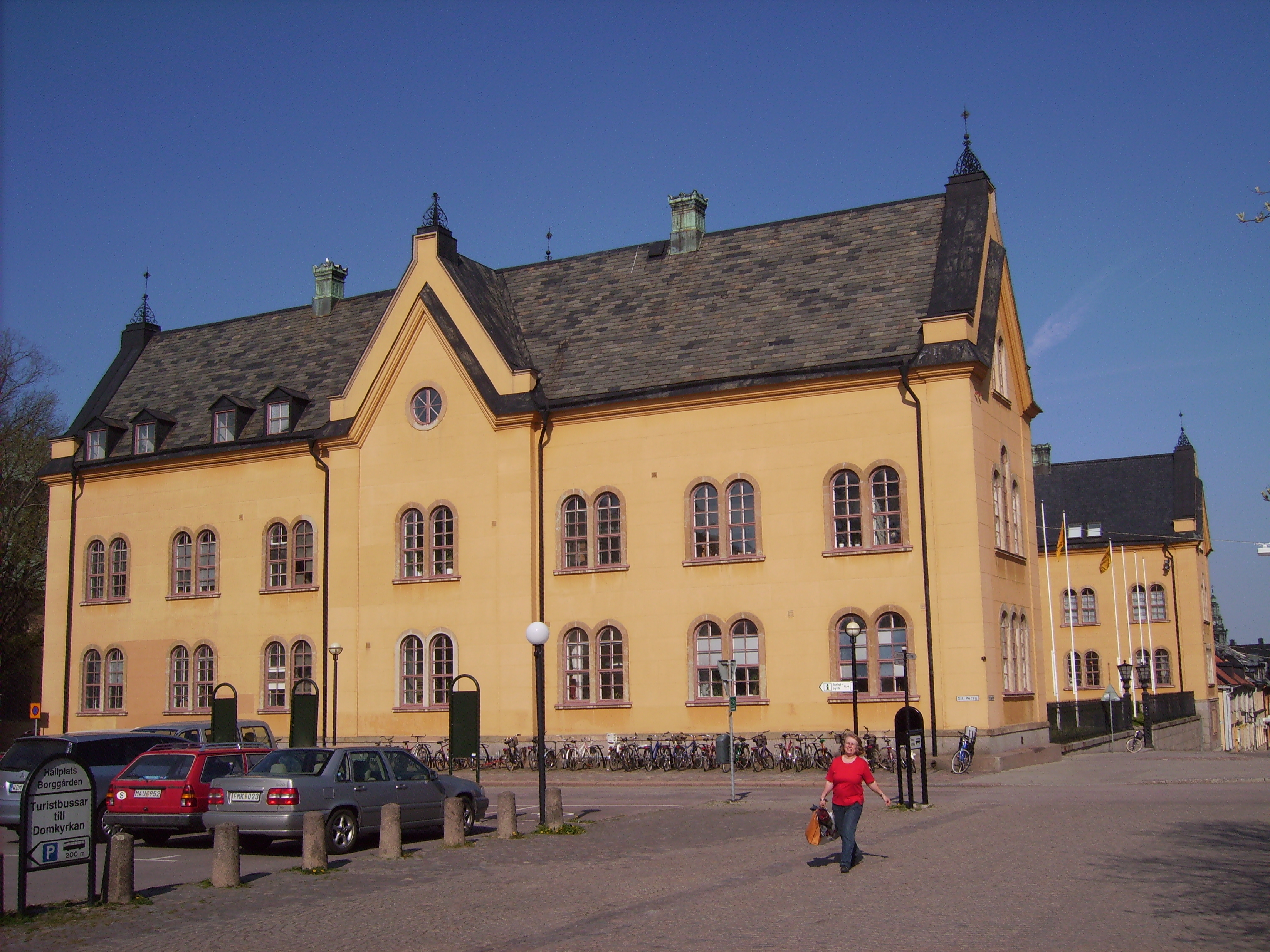